# Беллизарио, Эндрю Юджин
Эндрю Юджин Беллизарио (англ. Andrew Eugene Bellisario; род. 19 декабря 1956, Алхамбра, штат Калифорния, США) — американский прелат. Епископ Джуно с 11 июля 2017 по 19 мая 2020. Архиепископ Анкориджа-Джуно с 19 мая 2020.

## Ранние годы и образование
Родился в семье Рокки и Милдред Беллизарио. Окончил среднюю школу Святого Викентия в Монтебелло в штате Калифорния. 14 августа 1975 года вступил в Конгрегацию миссий, или лазаристов. Проходил новициат в доме конгрегации в городе Санта-Барбара, в штате Калифорния. В 1976 году поступил в семинарию Святой Марии в степях в Перривилле, в штате Миссури, которую окончил со степенью бакалавра философии. В 1980 году защитил степень магистра теологии в Богословском институте Де Андреис в Лемонте, в штате Иллинойс. 9 апреля 1983 года он был рукоположен в сан дьякона, а 16 июня 1984 года в сан священника для Западной провинции лазаристов в США.

## Священническое служение
Его священническое служение началось в церкви Богоматери Чудотворного медальона в Монтебелло, в штате Калифорния, где он исполнял обязанности викария и администратора прихода. Затем служил священником в церкви Святого Викентия де Поля в Хантингтон-Бич и церкви Святейшеого Сердца в Паттерсоне в штате Калифорния. Возглавлял Центр евангелизации Святого Викентия Де Поля в Монтебелло, в штате Калифорния. Нёс служение провинциала Западной провинции лазаристов в США, а также куратора провинции шариток в Лос-Альтос-Хиллз.

## Епископ Джуно
11 июня 2017 года римский папа Франциск номинировал его в епископы Джуно. Взошёл на кафедру 10 октября 2017 года. Епископская ординация состоялась в церкви Святого Павла Апостола в Джуно.

## Архиепископ Анкориджа-Джуно
19 мая 2020 года Папа Франциск распорядился о слиянии архиепархии Анкориджа с епархией Джуно и установил новую церковную митрополию Анкориджа-Джуно, в то же время назначив первого митрополита-архиепископа новой митрополии епископа Эндрю Юджина Беллизарио, до сих пор бывшего епископом Джуно и апостольскии администратором Анкориджа.